# كارين فينلي
كارين فينلي (بالإنجليزية: Karen Finley)‏ هي فنانة أداء وفنانة أمريكية، ولدت في 1956 في إيفانستون في الولايات المتحدة.

## وصلات خارجية
- الموقع الرسمي
- كارين فينلي على موقع IMDb (الإنجليزية)
- كارين فينلي على موقع ألو سيني (الفرنسية)
- كارين فينلي على موقع ميوزك برينز (الإنجليزية)
- كارين فينلي على موقع قاعدة بيانات الأفلام السويدية (السويدية)
- كارين فينلي على موقع إن إن دي بي (الإنجليزية)
- كارين فينلي على موقع أول ميوزيك (الإنجليزية)
- كارين فينلي على موقع ديسكوغز (الإنجليزية)
- كارين فينلي على موقع قاعدة بيانات الفيلم (الإنجليزية)
- كارين فينلي على موقع كينوبويسك (الروسية)